# Пролегомены
Пролего́мены (др.-греч. προλεγόμενα «предисловие, введение») — рассуждения, формулирующие исходное понятие и дающие предварительные сведения о предмете обучения; разъясняющее введение в изучение той или иной науки, имеющее целью предварительное ознакомление с её методами и задачами и обозначение статуса науки, дисциплины в системе рационального знания.
Существует ряд философских сочинений, построенных в форме пролегоменов. Иммануил Кант назвал введение к своему трактату «Критика чистого разума» — «Пролегоменами ко всякой будущей метафизике, могущей возникнуть в качестве науки».